# Himachalia violacea
Himachalia violacea là một loài bướm đêm trong họ Noctuidae.